# Johann Baptist Lachenbauer
Johann Baptist Lachenbauer OCr (tschechisch Jan Křtitel Lachenbauer; * 31. Januar 1741 in Braunau, Königgrätzer Kreis; † 22. Februar 1799 in Brünn) war Bischof von Brünn.

## Werdegang
Nach dem Besuch des Braunauer Benediktinergymnasiums studierte Johann Baptist Lachenbauer Katholische Theologie in Prag, trat 1759 dem Orden der Kreuzherren mit dem Roten Stern bei und wurde 1764 zum Priester geweiht. Danach wirkte er als Kaplan in Ordenspfarreien. 1770 wurde er an die Wiener Karlskirche versetzt, wo er 1783 Pfarrer wurde. Auf Wunsch des Kaisers Joseph II. wurde er Hofprediger und erster Rektor des 1783 errichteten Wiener Generalseminars.

### Bischof von Brünn
Nach dem Tod des ersten Brünner Bischofs Matthias Franz Chorinský von Ledska nominierte der Joseph II. am 7. Dezember 1786 Johann Baptist Lachenbauer zu dessen Nachfolger. Der päpstlichen Bestätigung vom 29. Januar 1787 folgte am 22. Februar d. J. in Wien die Bischofsweihe durch Kardinal Christoph Anton Migazzi und die Inbesitznahme des Bistums am 23. Mai d. J.
Lachenbauer war ein Anhänger der Josephinischen Reformen und berief 1789 den ehemaligen Klosterbrucker Prämonstratenser Georg Norbert Korber, der wegen seiner kirchenpolitischen Auffassungen mit seinem Stift in Konflikt geraten war, zum bischöflichen Rat und Sekretär. Zudem umgab er sich mit weiteren Reformkatholiken, mit deren Hilfe er sein Bistum zu einem josephinischen Musterbistum umgestalten wollte. 1790 verweigerte er den übrigen österreichischen Bischöfen, die eine Aufhebung der Generalseminare forderten, die Unterstützung. Wohl deshalb ernannte ihn der Kaiser zum „Wirklichen Geheimen Rat“.
Während seiner Amtszeit wurde die Brünner Kathedrale im Stil des Barock umgestaltet. Mit dem Olmützer Erzbischof Anton Theodor von Colloredo-Waldsee-Mels konnte er eine Einigung über die Verwaltung des bischöflichen Dotationsgutes Chirlitz erzielen.